# 도널드 럼즈펠드
도널드 헨리 럼즈펠드(영어: Donald Henry Rumsfeld, 문화어: 도날드 람스펠드, 1932년 7월 9일 ~ 2021년 6월 29일)은 미국의 사업가, 정치인이자 제13대·제21대 국방부 장관이다.

## 학력
1963년부터 1969년까지 일리노이주의 하원 의원을 지냈고, 리처드 닉슨 대통령 아래 경제기획국장을 맡았다.
1973년부터 1974년까지 나토 주재 미국 대사를 역임하였고 1974년부터 1975년까지 백악관 수석을 지내다가, 1975년에 제럴드 포드 대통령 아래에서 13대 국방부장관이 되었고 1977년 제약 회사 G. D. 시얼사의 사장이 되었고 1983년부터 1984년까지 로널드 레이건 대통령 아래에서 중동 문제에 관한 특별 교섭인으로 지냈다.
1990년부터 1993년까지 현 모토롤라 사의 전신인 제네럴 인스트러먼트사(General Instrument)의 사장이 되었고 1996년 대통령 선거에서 밥 돌 공화당후보의 국민 의장을 지냈다.
2001년에 조지 W. 부시 대통령 내각 아래 21대 국방부 장관이 되어 그해 9월 11일에 일어난 911 테러 사건에 대한 응징으로 실행되었던 일련의 군사 작전을 지휘했다.
또한 2003년에 일어난 이라크 전쟁에도 군사 작전에 큰 도움을 주었고 2006년 재임 도중에 사임하였고 2021년 6월 29일 뉴멕시코주 타오스의 자택에서 다발성 골수종으로 별세했다.

## 어린 시절

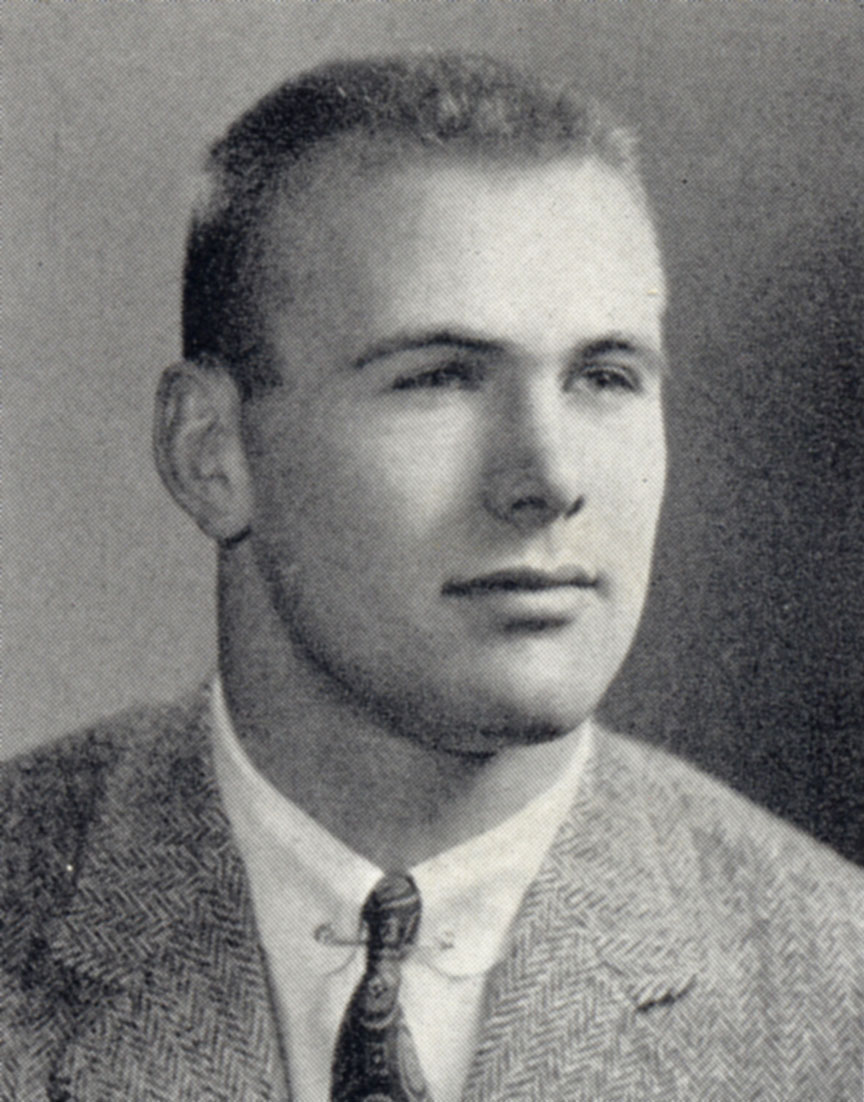
프린스턴 대학교 재학 시절의 럼즈펠드

시카고의 외곽 에번스턴에서 부동산 중개인과 주부의 아들로 태어났다. 그의 어린 시절은 그에게 사람들을 끌어들이는 데 타고난 카리스마로 두드러졌다. 그는 일본의 진주만 공격 때 정치와 자신을 둘러싸는 세상에 초기 흥미를 보였다. 9세 때 부친이 자신의 경력을 미국 해군에 놓는 것을 본 일은 그의 인물상을 갖추고 정치에서 경력을 이끈 자신에 깊은 인상을 남겼다.
어린 럼즈펠드는 열심히 일하고, 순간을 마저 자신의 손에 앉히는 데 행복하지 않았다. 10대 시절에 그는 신문 배달부터 원예사까지 20개의 아르바이트를 하였다. 고등학교 시절 훗날에 결혼한 여자친구 조이스 피어슨을 만났다. 고도의 에너지, 흥미에 쏠리고 최우수의 등급과 함께 그는 프린스턴 대학교과 해군 예비 사관 훈련단 장학금에 받았다.

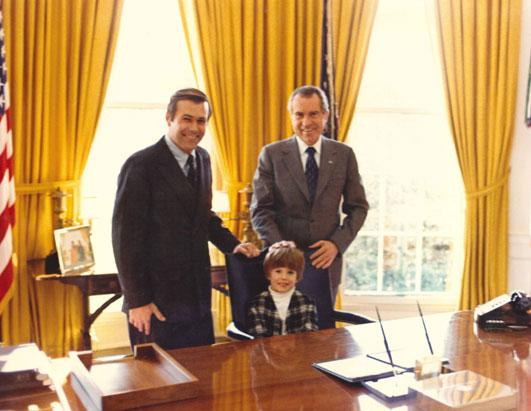
1973년 대통령 집무실에서 리처드 닉슨 대통령과 자신의 아들 닉과 함께

1954년 그는 전투기 강사로서 해군에 복무를 시작하였다. 그는 1957년 예비군으로 이전할 때 자신의 기간을 끝냈다. 전투기 조종에 자신의 해군 복무와 예비역으로서 행정 직위들을 지속하였어도 그는 조종복 차림 대신에 양복 차림사진을 놓은 경력을 위한 계획들을 가졌다. 최종 계급은 대령.

## 정치 경력
그는 시카고에서 투자 은행원으로서 처음으로 개인적 분야에 가입하였다. 자신의 표준적 매력을 표현한 럼즈펠드는 빠르게 높은 자리들에서 친구들을 만들고 관청의 소집을 듣기 시작하였다. 30세의 나이로 그는 일리노이주 하원의 의석을 위하여 나가 이겼다. 럼즈펠드는 1962년 워싱턴 D. C.에 도착하여 다시 똑바른 시간에 알게 된 바른 사람들을 찾았다. 그는 젊은 장래가 유망한 사람으로서 밥 돌, 제럴드 포드와 조지 H. W. 부시에게 가입하였고 도시는 당파에서 기다리는 지도자들의 새로운 세대들을 가지게 된 것을 빠르게 알았다. 이 4명의 정치인들은 가장 가까워지고, 어떤 것들이 현재 깨진 그 인연들은 다가오는 10년간을 위하여 세계 역사를 실현하였다.
럼즈펠드는 인기있는 의원이었으며, 1964년, 1966년과 1968년에 재선되었다. 그러나 1969년 리처드 닉슨 대통령의 백악관에 가입하러 의원직을 사임하였다. 경제기획국장으로서 그의 역할은 1970년까지 지속되었다. 대부분의 보고들에 의하면 럼즈펠드의 상연은 완고하며 닉슨 대통령에게 인상을 주었다. 그의 공로를 인정하여 닉슨대통령은 그를 대통령 고문과 럼즈펠드가 1973년 중반까지 지낸 경제 안정 프로그램의 국장으로 임명하였다. 다음에 국제적 장면에 자신의 손을 시도하는 기회를 얻은 럼즈펠드는 1974년까지 나토 주재 미국 대사를 지냈다.

### 포드 행정부

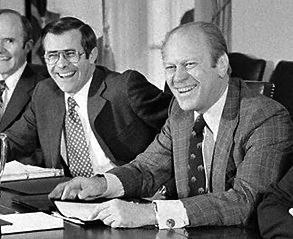
13대 국방부 장관 시절 제럴드 포드 대통령과 함께

그러나 1974년 8월 닉슨의 워터게이트 사건으로 사임 후 백악관은 대혼란에 놓였다. 강한 턱의 지도자 실력들과 어리석은 생각이 없는 스타일로 알려진 럼즈펠드는 제럴드 포드 대통령의 수석으로 지내기 위하여 다시 워싱턴 D. C.로 불렸다. 그의 비밀 엄수와 정치의 열중한 분별은 국민들을 쉽지 않게 만들었다. 그러나 혼란한 백악관 사원들의 대부분은 어떤이들이 헌법적 사태로 말하는 동안에 럼즈펠드가 명령을 집행하는 대단한 일을 하는 것을 알았다. 부정확하게 백악관의 하루 기능들에 이런 영향력을 만드는 자신의 존재와 함께 럼즈펠드는 43세의 역사상 최연소 13대 국방부 장관으로 임명되었다. 그는 1975년부터 1977년까지 그 직위에 복무하였다.
많은이들은 럼즈펠드가 대통령 선거에 입후보 할 것이라고를 믿었다. 대부분의 지시들은 젊은 그가 짧게 가능한 대로 자신이 할 수 있던 만큼 많은 경력을 쌓으려고 노력하였던 것이다. 그는 이미 국내적과 국제적 전선들에 매우 중요한 직위들에 일하였다. 그가 젊었어도 자격 증명서들을 부족을 위하여 그를 공격할 수 있던 약간의 정치적 적대자들이 있었다. 닉슨의 사임은 혼란들에 GOP를 남기고 럼즈펠드는 정치적 포교와 함께 남자답게 활약하기 시작하였다. 그는 자신의 옛 친구 부시를 중앙정보부의 부장으로 임명하였다. 대부분의 내부인들은 이 일이 부시 자신이 또한 자신을 대통령 후보로서 지위에 놓인 이래 그를 위한 표면에서 충돌로 숙고하였다.
그러나 포드가 1976년 미국 대통령 선거에서 지미 카터에게 패할 때 럼즈펠드는 대통령을 위하여 나가는 데 대항하기로 결정하고 워싱턴 D. C.에서 사라졌다. 개인적 분야로 들어간 그의 움직임은 많은이들이 그가 들어간 것을 보고 기뻐한 동료 정치인들을 몹시 놀라게 한 일이었다. 자신이 워싱턴에 깊은 인상을 만들었어도 그는 그의 스타일 혹은 그의 무시무시한 정치적 재능들에 익숙하지 못한 공화당에서 정치 적들의 나눔을 만들었다. 이 분쟁들은 럼즈펠드가 거의 25년 후에 정계로 복귀할 때 다시 올랐다.

## 개인적 분야로 복귀

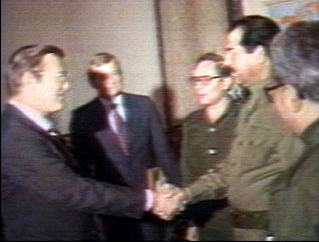
1984년 중동 문제에 특별 교섭인 시절 이라크를 방문하여 사담 후세인을 만나는 럼즈펠드

개인적 분야로 럼즈펠드의 옆을 향한 움직임은 자신의 정치 경력 만큼 성공적이었다. 그 똑같은 행실들은 국민들로부터 무기의 길이에 그를 간직하는 길로 향하였다. 그를 아는 많은 이들은 그가 근본적으로 신임할 수 없는 사람이라는 것을 인정하는 편이다.
그는 로널드 레이건 행정부를 위하여 전략 조직에 대통령 토론자단의 최고 조언자와 중동 문제에 관한 특별 교섭인 같은 다수의 기획들에 일하였다. 그는 또한 빌 클린턴 대통령의 2차 기간 동안에 미국 무역 적자 회고 워원회의 일원과 사정 국가 안보 공간 관리 기구에 미국의 위원회의 의장을 맡으면서 지속적으로 관련되었다. 이 일들은 단체들의 의장으로부터 스탠퍼드 대학교와 국립 공원 재단의 위원으로 정렬시킨 정계에서 자신이 보유한 임무들의 예를 들었을 뿐이다.
그러나 그의 노력들의 다수는 가장 빠르게 자신이 부유한 사람이 된 개인적 산업으로 들어갔다. 워싱턴을 떠난 그는 제약 회사 G. D. 시얼 앤드 컴퍼니의 최고 경영자, 사장과 의장의 직위들이 마련되었다. 수년간의 세월 동안 그의 노력들은 다수의 비지니스 단체들에 의하여 제약 산업에서 최고의 지도력의 어떤 것으로 인정되었다. 1990년부터 1993년까지 럼즈펠드는 광대역 기술의 지도자 제네럴 인스트러먼트사의 최고 경영자를 지냈다. 그는 곧 다른 제약 회사 길리어드 사이언스 유한 책임 회사의 위원회에 가입하였으며, 2000년 조지 W. 부시 대통령 당선자에 가입하러 딕 체니 부통령 당선자로부터 불러들일 때까지 자신의 노력들에 전념하였다.

## 21대 국방부장관
체니는 럼즈펠드가 국방부 장관이 되는 데 자격을 얻은 것으로 알고 있었다. 68세의 나이로 21대 국방부 장관이 된 럼스펠드는 또한 역사상 최고령 장관이 되기도 하였다. 체니와 럼즈펠드는 가까이 머물고 둘다 세계를 향한 위협들에 동의하였다. 보기로 들어 둘다 클린턴 대통령이 이라크가 미국의 안정에 즉시 위험할 것이라고 숙고하는 데 어려웠다고 압력을 가하였다. 어떤 숙고들이 있던 후에 럼즈펠드는 부시 행정부의 제공을 받아들였다.
국방부 장관으로서 선서를 올린 럼즈펠드는 자신의 전통적 유행에서 일들이 변할 것이라고 공고하였다. 그는 10년간 워싱턴의 소식통을 지내왔고 일들이 어떻게 나가는 데 강한 의견들을 가졌다. 그는 무엇이 고쳐져야 하는 지 아는 것을 느끼고 고치는 방법을 세웠다. 단 하나의 문제는 자신이 워싱턴에 아직 있을 때 개인적 분야에 들거갓 때 자신이 내버려둔 많은 정적들이었던 것이었다.

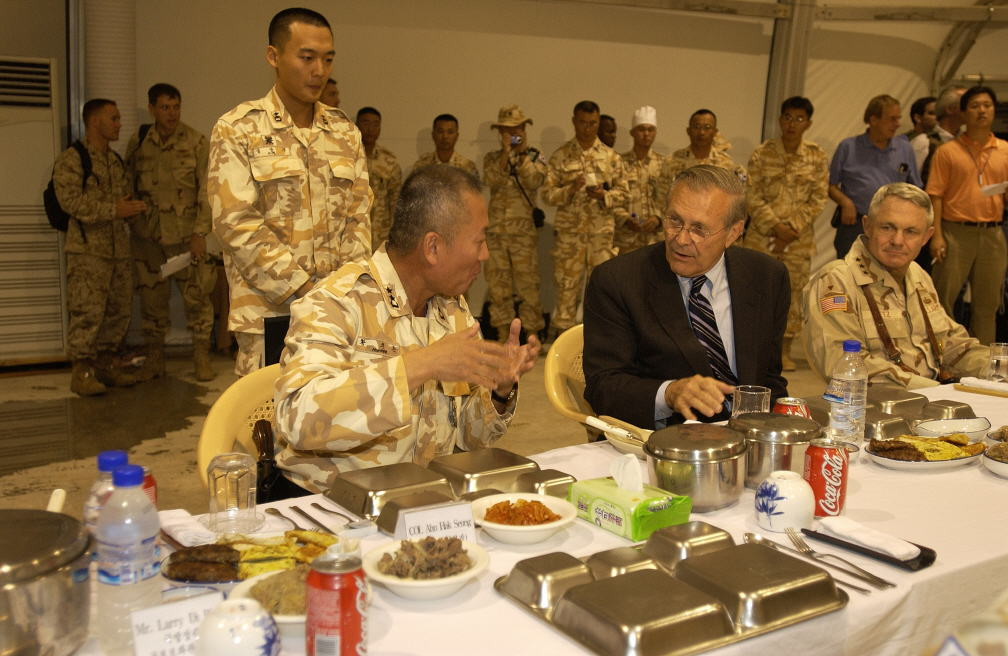
자이툰부대를 방문하여 황의돈 사단장과 대화하는 럼즈펠드

처음으로 그는 낡은 무기들에 국방 지출을 삭감하고 근대에 향한 위협들과 함께 더 낳게 다룰 수 있는 새로운 무기들로 전념들을 옮기는 것을 원하였다. 이 일은 감시자로서 군사에서 많은 이들이 자신들의 역할들을 도전한 것으로 믿은 이래 논쟁적이었다. 그러나 일을 더욱 팽팽하게 만드는 데 럼즈펠드는 군사가 결성되는 방향에서 또 다른 바라보기를 원하였다. 그는 세계 어느 곳에서 빠르게 전쟁으로 가는 데 국가를 허락할 수 있던 길에서 미국의 군대를 개조하기를 원하였다. 휩쓰는 변화들을 만드는 데 여러 국방부 장관들로서 그 일은 의회를 알리는 데 그들에 의지되었다. 그러나 입법부의 많은이들은 파복의 떨어져 나간 것에 대하여 불평하였다. 워싱턴에 많은 사람들은 럼즈펠드가 자신의 국방성을 개조하고 그 책임들을 다시 규정을 짖는 데 그의 접근과 함께 자신의 발에 총을 쏠 것이라고 믿었다. 그는 세상을 변화시키는 데 에너지를 가졌으나 필요적으로 권력을 가지지 않았다. 대부분의 정치적 프로들은 럼즈펠드가 그해 안으로 백악관을 떠날 것이라고 생각하였다.

### 911 테러 대책

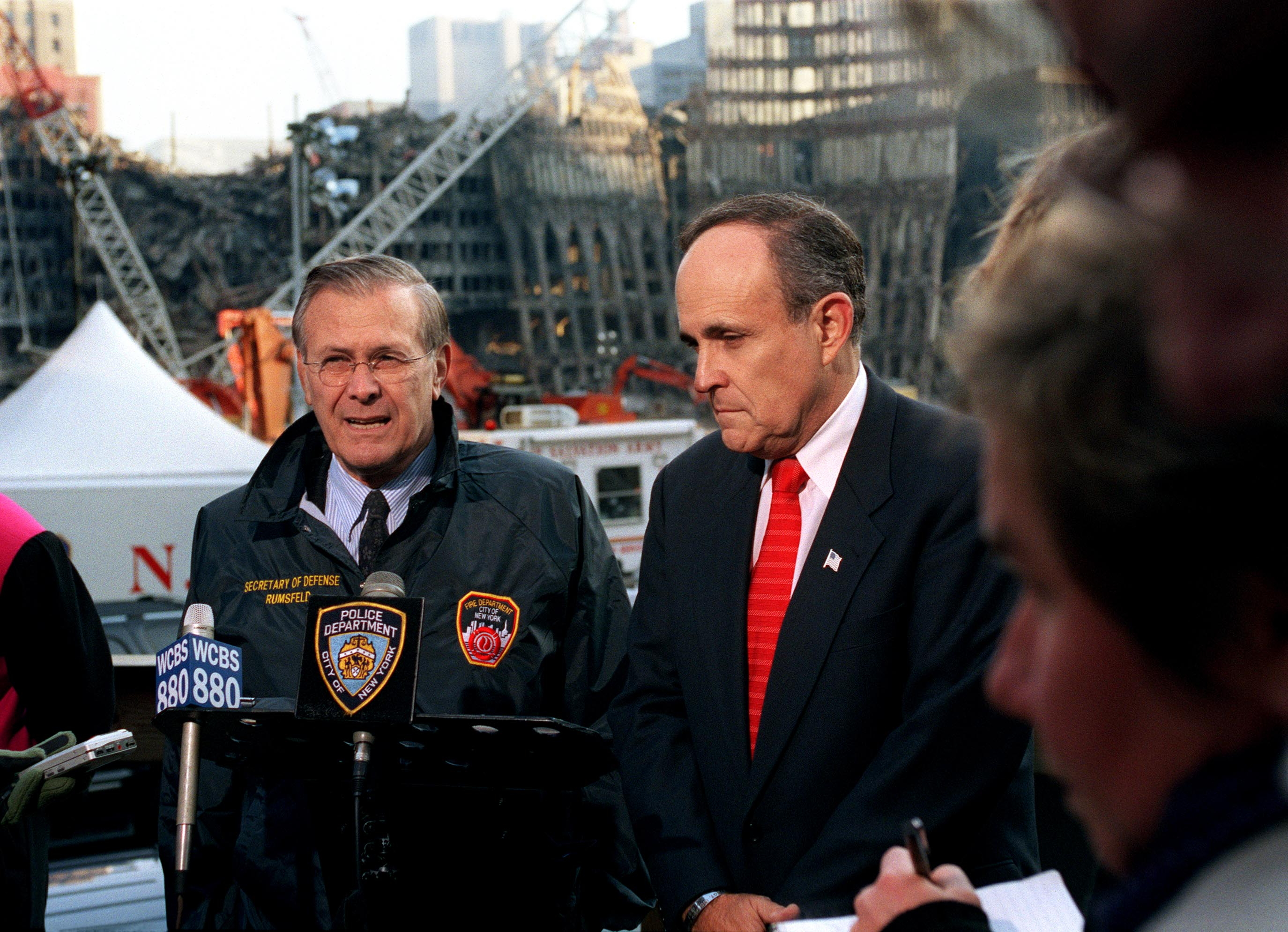
2001년 11월 14일 911 테러 이후 무너진 세계 무역 센터의 현장에서 루돌프 줄리아니 뉴욕 시장과 연설하는 럼즈펠드

그러고나서 재앙이 몰아닥쳤다. 럼즈펠드의 경험이 명백한 동안 아무도 2001년 9월 11일을 위하여 준비할 수 없었다. 테러 공격의 아침 럼즈펠드는 펜타곤의 자신의 사무실에 있었다. 그는 건물이 흔들리는 것을 느끼고 혼란을 찾으러 밖으로 나갔다. 무슨 일이 일어난 지를 모르고 그는 위험으로부터 사람들이 피하도록 그들을 나르는 데 도움을 주었고 그러고나서 자신이 아침에 일어난 사건들에 업데이트를 하던 전쟁의 방으로 지도하였다. 미국의 국방을 지시하는 데 자신이 책임이 있는 이래 세계는 그를 전술적인 책임으로 보았다. 오사마 빈라덴이 테러 공격의 뒤에 있다는 것이 명확해질 때 아프가니스탄이 미국의 분노를 위한 주요 목표가 되었다. 흥미있게도 911 테러가 일어난 지 몇시간 후에 럼즈펠드는 또한 이라크를 십자선에 놓는 일을 하였다. 부시 대통령이 한번 테러 공격을 전쟁의 행위들로 선언하자 럼즈펠드는 자신이 적합하다고 보면서 미국의 방어를 위한 정돈으로 진취적 기상이 주어졌다.
유효한 타입의 럼즈펠드는 자신이 이루는 데 열심히 일해온 변화들을 통하여 밀고 나가는 데 시기의 장점을 택하였다. 결과는 더욱 능률적으로 늘인 군사의 개조와 포괄적인 분석은 전략 방어 주도권으로 알려졌다. 프로그램은 레이건 행정부 때 소개되어 위성들의 시리즈와 함께 국가 주위의 미사일 방어의 완고한 방어물과 공중으로부터 아무 공격을 타도할 수 있던 강한 레이저들을 창조하는 데 약속되었다. 실험실로 전략 방어 주도권의 제한은 미국과 전 소련에 의하여 체결된 원자탄 조사 위원회 조약의 완전체의 일부였다. 전략 방어 주도권의 새로운 생활을 주면서 많은이들은 두 나라 사이에 새로운 무기들의 진행이 점화할 수 있는 위협을 느꼈다. 럼즈펠드는 이런 생각을 거절하였다.

### 이라크 전쟁
럼즈펠드의 권력과 영향력은 부시의 백악관에서 아프가니스탄에서 전쟁이 끝난지 며칠 후에만 증가하였다. 대량 파괴의 무기들로부터 국가를 방어하는 데 새로운 위임과 함께 럼즈펠드와 체니 부통령은 이라크를 다음의 목표로 만드는 데 움직였다. 사담 후세인은 1차 걸프 전쟁이 일어나기 전에 생리적 무기들의 큰 저장소를 개발하였다. 한번 자신이 그 전쟁에서 패하자 그는 대량 파괴의 전부 무기들을 파괴시키는 데 국제 공동체에 의하여 명령을 받았다. 유엔은 자신들의 승낙을 권고하는 데 보내졌다. 그러나 1997년 조사자들을 쫓겨나고 럼즈펠드가 포함된 많은이들은 후세인이 새로운 군수 공장들을 건설하고 있었다고 믿었다. 그는 만약 후세인이 미국에 그 무기들을 사용할 수 있었다면 그럴 것이라고 생각하였다. 부시 행정부에서 많은이들로부터 역행과 함께 전쟁으로 행로가 놓였고 럼즈펠드는 그 지도자들 중의 하나였다.
다시 한번 그의 거친 태도가 그를 위기에 빠뜨렸다. 프랑스와 독일을 포함한 국제 공동체에서 많은이들이 선매 전쟁의 아이디어에서 비웃자 좌절한 럼즈펠드는 그들을 "낡은 유럽"으로 덧붙였다. 그러나 그 일은 그의 문제들 중의 최소였다. 자신의 소유 행정부에서 그는 콜린 파월 국무장관과 만남의 적대였다. 파월은 이라크에서 새롭게 전개된 유엔의 조사자들이 그들의 임무를 하도럭 하는 것을 원하였다. 대중매체는 충돌을 강조한 야외 연습일을 가졌고, 마지막으로 부시는 럼즈펠드와 함께 하였다.
럼즈펠드는 자신이 연루된 임무에 국민들에게 일하도록 말하는 것만을 하지 않았다. 제안 177번은 전개의 계획들과 모든 무기, 국민과 필요한 공급품들과 함께 날짜에 의하여 어디서 어떤 보병을 어떻게 얻느냐를 배달하는 서류의 시리즈이다. 이것들은 보통 하급직원들에게 간섭하지 않은 서류들의 종류이다. 그러나 럼즈펠드는 모든 단어들을 읽고 오래전의 생각에서 뿌리를 둔 것으로 보인 아이디어들을 도전하여 군사 배치에서 이라크에 공격을 새로운 장으로 만드는 데 자신의 권력을 이용하였다.

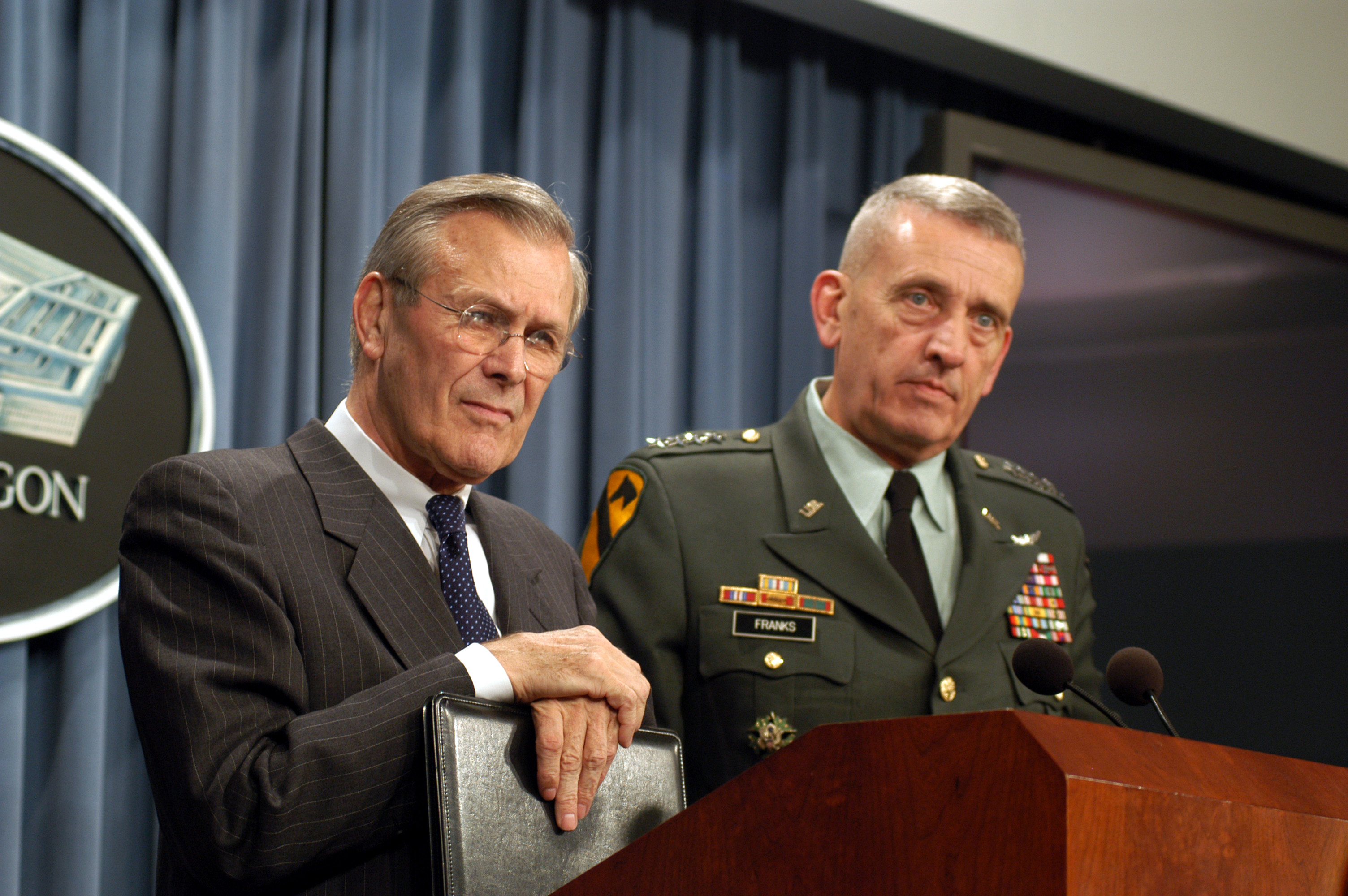
2003년 3월 5일 미국 중앙군의 토미 프랭크스 장군과 함께

2003년 3월 20일 전쟁이 시작될 때 많은 정치인들은 럼즈펠드의 영향력이 어떻게 전쟁터로 나르는 지를 가까이 보았다. 바그다드에 진군이 느려질 때 기자 회견에서 많은이들, 특히 퇴직한 사관들이 그에 대항하여 나왔다. 그러나 결말에서 이라크 육군은 패하였고 미군은 의사당의 통치를 차지하였다. 럼즈펠드는 많은이들이 번개같은 빠른 승리로 그에게 준 칭찬을 받았다. 그의 지지자들에게 전쟁은 럼즈펠드를 위하여 옹호였고 무장 병력을 재결성한 것에 대하여 그가 올바르게 해온 것을 증명하였다. 그러나 이라크 공화국 수비대의 패배 후 몇달 안에 전투는 더욱 게릴라전쟁 같아졌다. 미군들은 경찰에게 국가, 그러나 다양한 당쟁들 - 이라크인과 파괴되지 않은 기본적 시설 둘다에 의문되었고 평화를 지키는 데 어렵게 만들었다. 모든 일의 약간을 할 수 있고, 빠르게 해내는 무장 병력의 럼즈펠드의 환상은 미국이 이라크에서 평화를 안정시키는 시도를 하면서 세월 동안 많은 평가들을 통하여 갈 것이다. 하지만 역사는 그와 그의 노력들을 심판하여 그의 이름은 911 테러 이후의 세계사로 항상 매듭질 것이다.
게릴라 공격을 진압하는 도움을 주는 데 더 많은 미군들이 이라크로 보내졌다. 12월 4일 럼즈펠드는 아프가니스탄을 방문하여 대형 무기들을 항복하는 데 아프가니스탄의 장군들을 주장하여 오래 끄는 반란을 멈추기 위한 계획들을 논의하고 경제 개발을 위하여 강요하였다. 다음날 에두아르트 셰바르드나제 정부를 퇴거 시킨 평화적이고 인기있던 폭동 이래 조지아를 방문하는 데 첫 시니어 행정 공무원이 되었다. 럼즈펠드는 자라나는 탈퇴 의견과 그 영토에서 러시아군의 주둔을 향한 모습에서 조지아의 영토 보전을 위한 강한 성원을 표현하였다. 2004년 12월 13일 사담 후세인 대통령은 자신이 티그리스강 근처의 양 목장에 있는 2개의 방 오두막집의 바로 밑에 있는 구덩이에서 숨어있던 것을 찾은 미군에 의하여 사로잡혔다. 그의 포획은 이라크에서 상황이 지배 아래였다고 주장하는 미국을 밀어주었다.
미국이 이끈 이라크 전쟁의 어떤 유럽의 가장 맹렬한 비판들 앞에서 럼즈펠드는 논쟁의 정열적인 방어를 제공하였다. 그는 전쟁의 핑계를 후세인의 "속임과 도전"은 물론, 그의 불법 무기 프로그램을 위탁에 그의 거절에 대었다. 이라크의 전쟁 포로들이 미군들에 의하여 학대를 받아온 것이 드러날 때 럼즈펠드는 이라크의 교도소에서 열린 펜타곤 보고의 주장된 억류자들의 학대를 보증하는 데 "필요한 모든 법안들"을 차지하겠다고 말하였다. 부시는 장관의 사임을 요구한 미국의 정치인들과 외국인 지도자들에 대항하여 럼즈펠드를 지켰다. 2004년 5월 13일 럼즈펠드는 바그다드의 아부그라이브 교도소를 방문하였다. 거기 있는 동안에 그는 수백명의 군인과 헌병들 앞에서 감동케 하는 연설을 하여 죄수들을 학대한 이들은 공정히 처리될 것이라고 지시하였다.

## 평가

### 축소된 미군
그의 집권기동안 미군은 눈에 띄게 다이어트됐다. 그 당시 미국을 제외한 전세계 국가들은 4세대 전투기가 최고의 전투기였는데, 4세대 전투기를 상대로 144:0이라는 교환비를 가진 전략 자산 F-22 5세대 전투기를 700대 생산에서 200대로 축소시켰다. 그 뿐만 아니라 RAH-66 코만치의 사업도 취소했고, 크루세이더 자주포도 취소된다.

## 같이 보기
- 길리어드 사이언시스(Gilead Sciences)

## 역대 선거 결과
| 선거명      | 직책명                         | 대수 | 정당   | 득표율 | 득표수    | 결과 | 당락                     |
| ----------- | ------------------------------ | ---- | ------ | ------ | --------- | ---- | ------------------------ |
| 1962년 선거 | 하원의원 (일리노이 제13선거구) | 88대 | 공화당 | 63.52% | 139,230표 | 1위  | 일리노이주 하원의원 당선 |
| 1964년 선거 | 하원의원 (일리노이 제13선거구) | 89대 | 공화당 | 57.82% | 165,129표 | 1위  | 일리노이주 하원의원 당선 |
| 1966년 선거 | 하원의원 (일리노이 제13선거구) | 90대 | 공화당 | 76.01% | 158,769표 | 1위  | 일리노이주 하원의원 당선 |
| 1968년 선거 | 하원의원 (일리노이 제13선거구) | 91대 | 공화당 | 72.74% | 186,714표 | 1위  | 일리노이주 하원의원 당선 |